# Theodore Roosevelt, Jr.
Theodore Roosevelt, Jr. (født 13. november 1887, død 12. juli 1944) var en amerikansk politiker og forretningsmand. Han var den ældste søn af Theodore Roosevelt.

## Liv
Roosevelt var den tabende guvernørkandidat i New York (1924), guvernør over Puerto Rico (1929-32) og generalguvernør på Filippinerne (1932-33). Efter at hans fætter Franklin D. Roosevelt blev præsident, trak Theodore sig tilbage fra politik – han var republikaner og Franklin var demokrat – og blev forretningsmand, blandt andet hos American Express og Doubleday.
I 2. verdenskrig var han var den første amerikanske general på stranden på D-Dag. Han døde af et hjerteanfald kort derefter og blev posthumt tildelt den amerikanske Medal of Honor.

## Andet
I filmen Den Længste Dag spilles brigadegeneral Roosevelt af Henry Fonda.